# 斯塔萬格博物館
斯塔萬格博物館（挪威語：Museum Stavanger）成立於1877年，是位於挪威斯塔萬格的一座自然史和文化博物館。斯塔萬格博物館由斯塔萬格自然史博物館、斯塔萬格海事博物館、挪威兒童博物館、挪威印刷博物館、斯塔萬格學校博物館、斯塔萬格美術館、挪威罐裝食品博物館等多個博物館所組成，其中還包括皇家住所Ledaal。

## 歷史

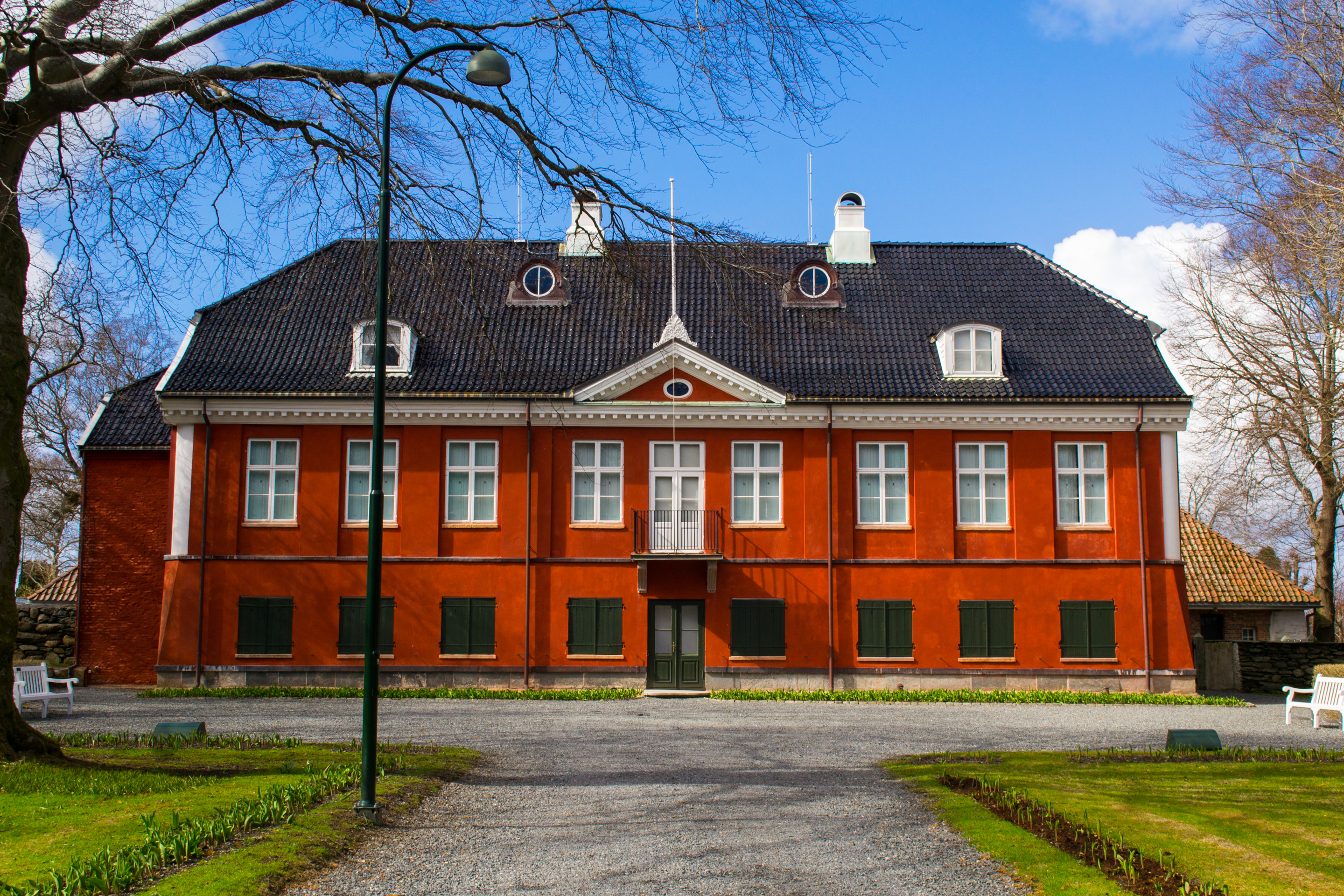
自謝朗家族的避暑別墅改建成的皇家住所。

斯塔萬格博物館最初於1877年3月8日在Gamle Stavanger的一個小木屋成立，1893年由挪威建築師哈特維格斯‧維爾德魯普‧埃克霍夫設計並建造博物館建築Muségata3，於1930年首次擴建，1964年再次擴建，1995年進行大修和技術升級。1936年斯塔萬格博物館收購謝朗（Kielland）家族的避暑別墅，並在1949年作為皇家住所開放。
考古部門於1975年拆分，1979年成立海事博物館；1991年成立藝術博物館；兒童博物館成立於2000年；學校博物館是成立於1925年，於2008年併入斯塔萬格博物館。

## 博物館

### 自然史博物館

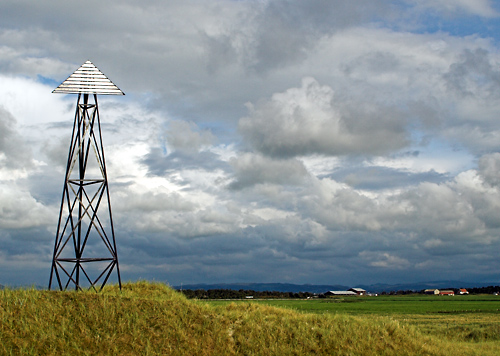
鳥類觀測站Revtangen

斯塔萬格自然歷史博物館（挪威語：Stavanger naturhistoriske museum）曾是斯塔萬格博物館的動物學部門，自1887年建立以來一直是博物館的核心，負責收集當地的動物標本，以及水手和旅客所捐贈的異國哺乳類動物和鳥類標本。自1918年開始，該博物館專注於鳥類學研究，並在鳥類物種豐富的地區成立鳥類觀測站Revtangen。

### 海事博物館
斯塔萬格海事博物館（挪威語：Stavanger maritime museum）成立於1926年，自1979年起成為斯塔萬格博物館的一個部門。1984年開始在斯塔萬格博物館的Muségata16主樓展覽，之後搬遷到斯塔萬格港附近的Nedre Strandgate 17、19（建於1770年至1840年）展覽，展覽展示了過去200年來的航運及漁業發展。該館還擁有兩艘老舊的帆船，分別是Anna af Sand及Wyvern。

### 罐頭博物館

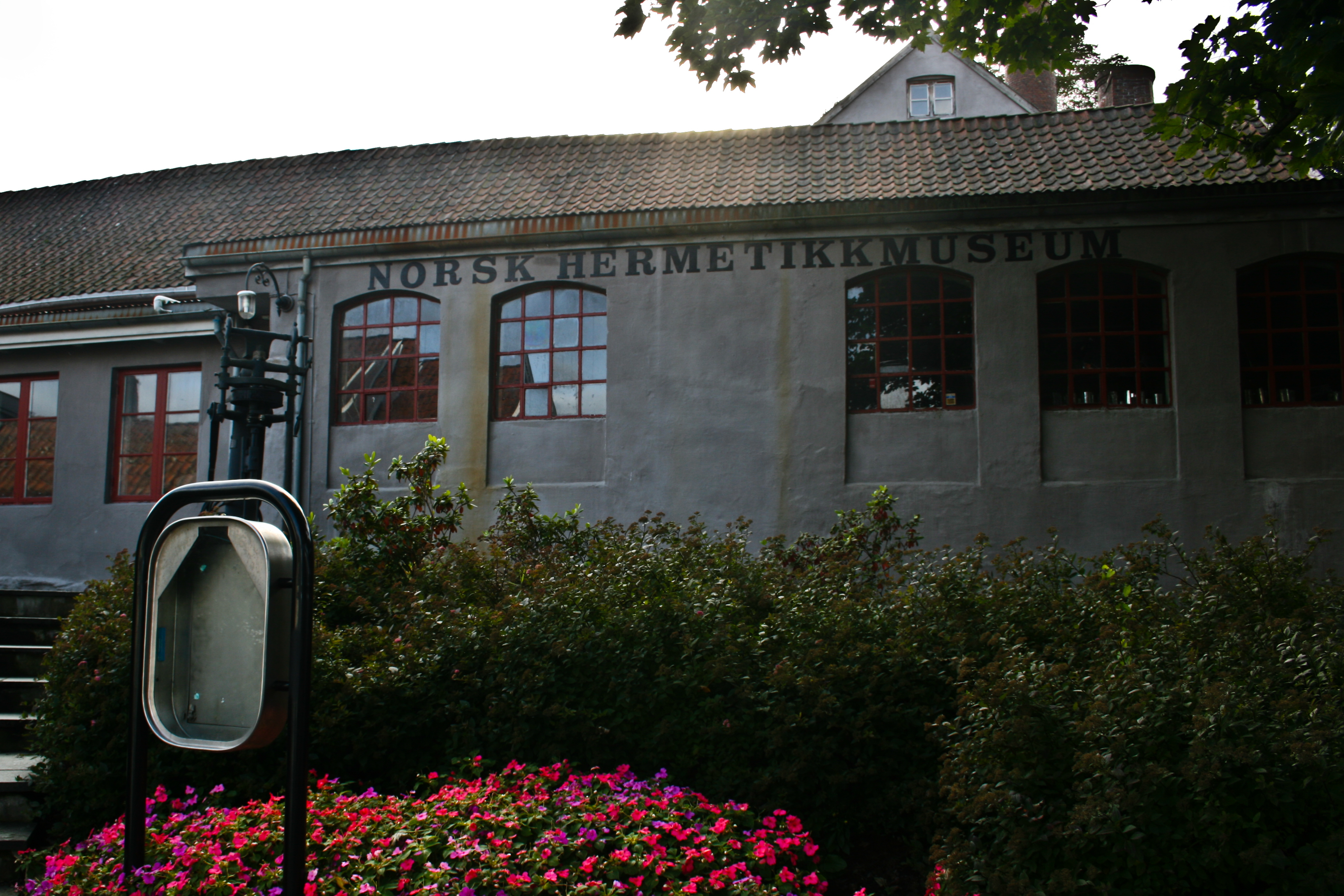
挪威罐頭博物館

挪威罐頭博物館（挪威語：Norsk Hermetikkmuseum）1810年由法國人在斯塔萬格建立第一個沙丁魚罐頭加工廠，隨後發展成歐洲最大的沙丁魚罐頭加工基地，1890年至1960年，魚罐頭還成為斯塔萬格的主要產業之一。博物館展覽了罐頭業的機械、工具、照片、標籤和商業廣告等歷史文化。

## 外部連結
- 斯塔萬格博物館 （页面存档备份，存于）（英文）（挪威文）